# Guillaume de Traînel
Guillaume de Trainel fut le 62e évêque de Metz de 1264 à 1269.

## Biographie
Il était probablement un neveu du comte Thiébaut II de Bar.
Durant son épiscopat, il a été en guerre d'abord avec Henri V de Luxembourg et Ferry III de Lorraine puis avec son oncle Thiébaut II de Bar.
Il est mort de blessures à la suite d'une embuscade alors qu'il traversait l'Argonne. Il a probablement été inhumé à Chalons-sur-Marne en 1269.